# Андрест
Андре́ст (фр. и окс. Andrest) — коммуна во Франции, находится в регионе Юг — Пиренеи. Департамент — Верхние Пиренеи. Входит в состав кантона Вик-ан-Бигор. Округ коммуны — Тарб.
Код INSEE коммуны — 65007.

## География
Коммуна расположена приблизительно в 640 км к югу от Парижа, в 120 км западнее Тулузы, в 10 км к северу от Тарба.
На западе коммуны проходит канал Мулен.

## Климат
Климат умеренно-океанический с солнечной тёплой погодой и обильными осадками на протяжении практически всего года.

## Население
Население коммуны на 2010 год составляло 1414 человек.
| 1962 | 1968 | 1975 | 1982 | 1990 | 1999 | 2010 |
| ---- | ---- | ---- | ---- | ---- | ---- | ---- |
| 738  | 713  | 881  | 1002 | 1253 | 1231 | 1414 |

## Администрация
| Период | Период | Фамилия               | Партия                              | Примечания                           |
| ------ | ------ | --------------------- | ----------------------------------- | ------------------------------------ |
| 1971   | 1995   | Ив Суптес             | Французская коммунистическая партия | член генерального совета (1973—1979) |
| 1995   | 2001   | Реймон Коста          | Французская коммунистическая партия |                                      |
| 2001   | 2014   | Анна-Мария Сен-Мартен | Французская коммунистическая партия |                                      |
| 2014   | 2020   | Франсис Пленакост     |                                     |                                      |

## Экономика
В 2010 году среди 883 человек трудоспособного возраста (15-64 лет) 640 были экономически активными, 243 — неактивными (показатель активности — 72,5 %, в 1999 году было 68,5 %). Из 640 активных жителей работали 578 человек (306 мужчин и 272 женщины), безработных было 62 (30 мужчин и 32 женщины). Среди 243 неактивных 64 человека были учениками или студентами, 98 — пенсионерами, 81 были неактивными по другим причинам.

## Достопримечательности
- Церковь Св. Варфоломея (XVIII век). Исторический памятник с 1987 года[4]
- Водяная мельница (XVIII век)

## Фотогалерея

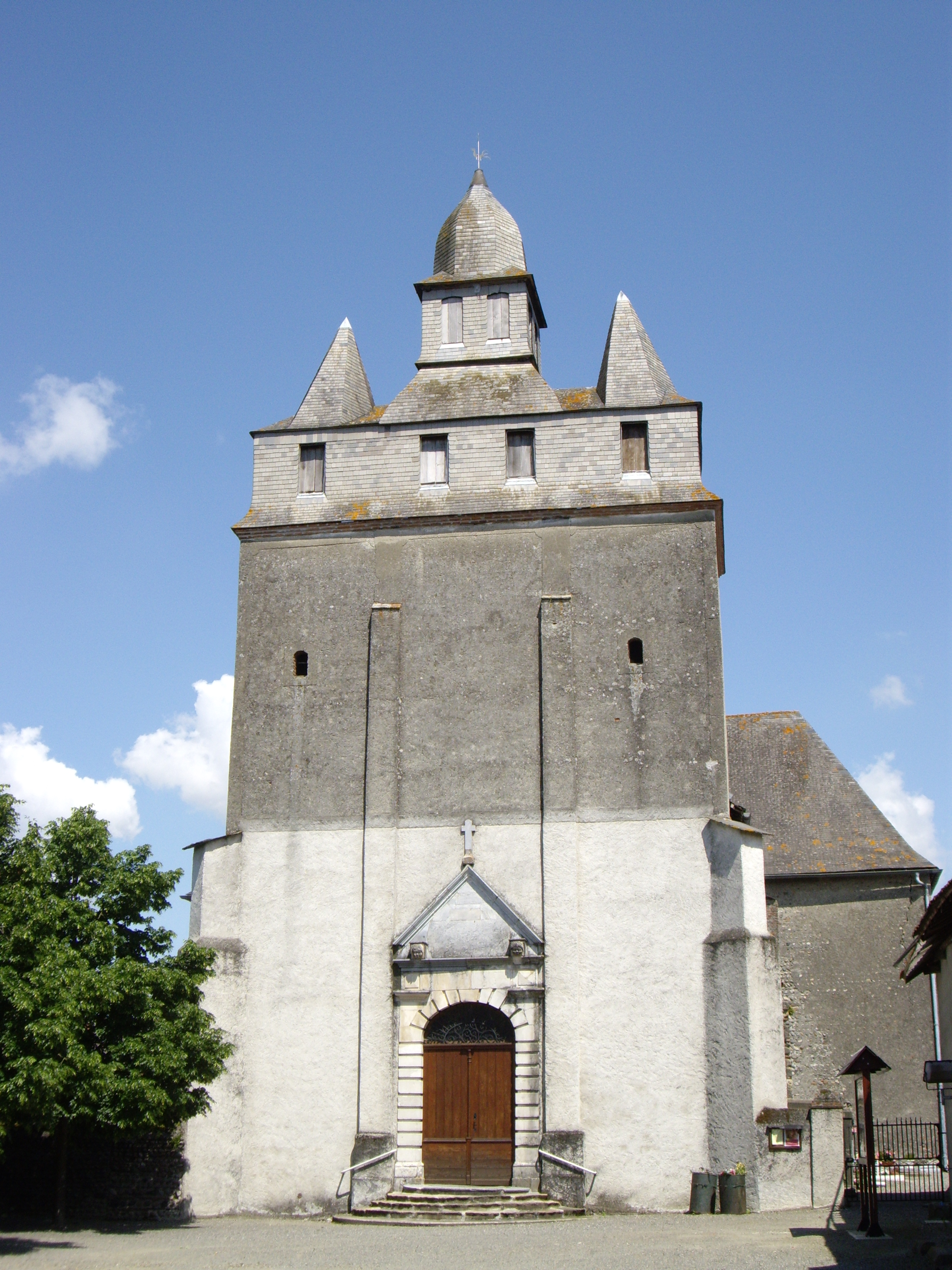
Церковь Св. Варфоломея
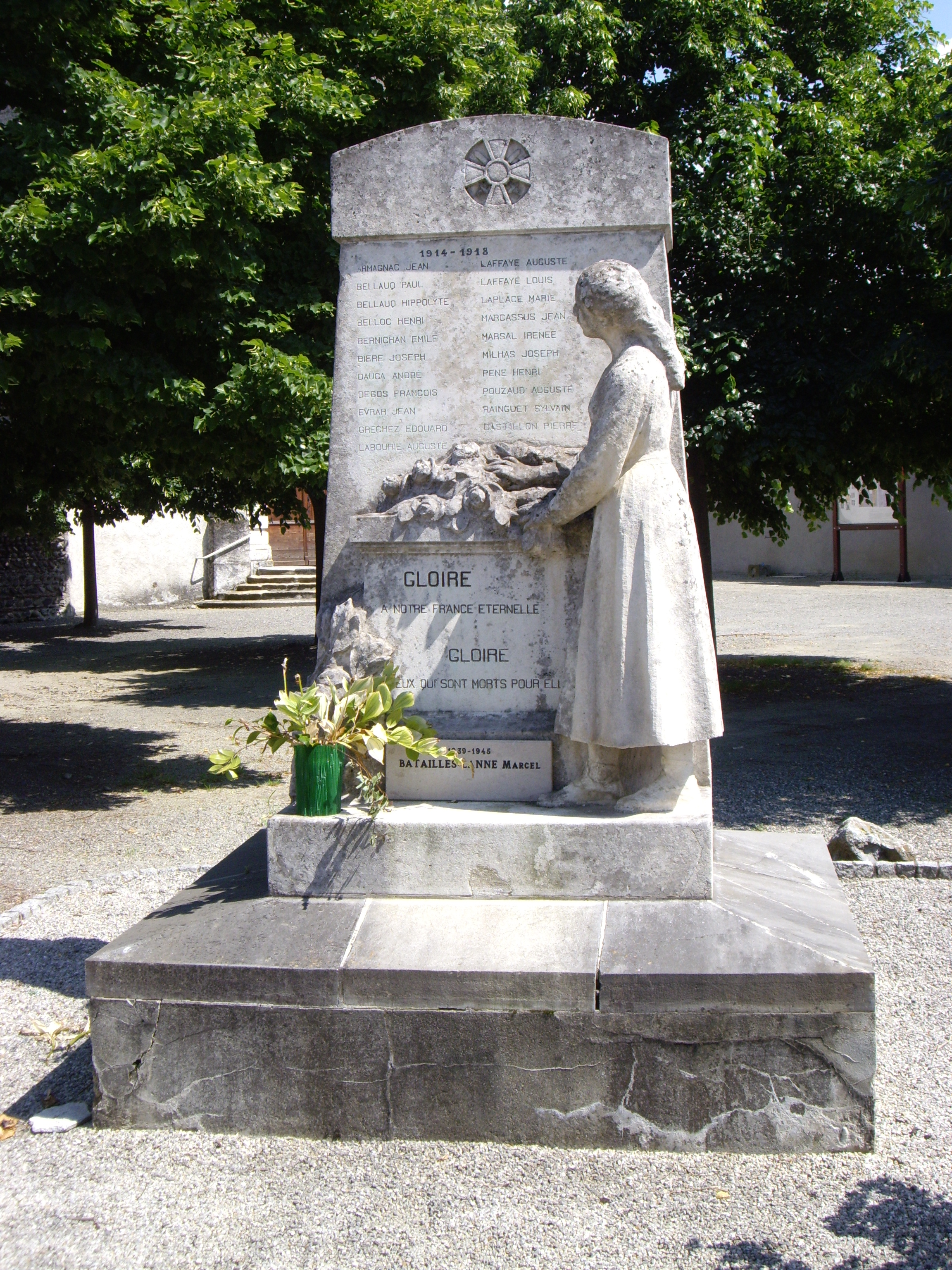
Военный мемориал
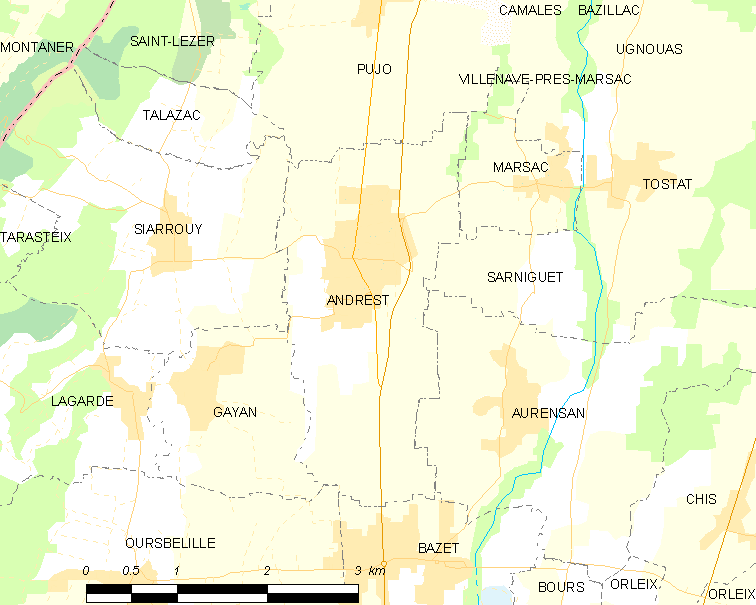
Карта коммуны